# Телефільм
Телевізі́йний фільм або скорочено телефі́льм — ігровий фільм, знятий спеціально для показу телебаченням. 
При створенні таких фільмів враховуються технічні можливості телебачення і особливості сприйняття телеглядачами зображення на екрані телевізора. Часто телефільм складається з двох і більше частин, що демонструються в різний час, — серій. Багатосерійні телефільми називають телесеріалами.
Найважливішим чинником у виробництві телефільмів є розмір телевізійного екрана. Оскільки телеекран значно менший кіноекрану, телефільми відрізняються від кінофільмів меншою кількістю загальних планів і відсутністю високодеталізованих зображень. Також, тоді як на телебаченні найпоширенішим співвідношенням сторін екрану все ще залишається традиційне повноекранне 4:3 (1.33:1) і з розвитком телебачення високої роздільної здатності тільки набирає популярність широкоекранне 16:9 (1,78:1), у кіноіндустрії найпопулярнішим у наш час є суперширокоекранне співвідношення 2,39:1. Для телевізійних фільмів властивим є специфічне «розтягнуте» оповідання. При монтажі телефільмів враховуються рекламні вставки в ефірній мережі телеканалів — на інтригуючому моменті робиться пауза, і після передбачуваної реклами триває продовження з невеликим «повторенням» сюжету.

## Історія
Як жанр, телефільм виник на початку 1960-х років від злиття телебачення з класичним кінематографом. Спочатку телебаченням демонструвалися звичайні кінофільми. Незабаром почали створюватися фільми на замовлення телеканалів. У процесі випуску таких фільмів була вироблена певна телевізійна специфіка, що, власне, і привело до появи «телефільму».